# Jules Corboz
Pour les articles homonymes, voir Corboz.
Jules Corboz, né Julien Corboz vers octobre 1822 à La Tour-de-Trême et mort le 10 juin 1900 à Saint-Maur-des-Fossés, est un sculpteur ornemaniste d'origine suisse ayant travaillé en France.

## Biographie

### Jeunesse et famille
Joseph Nicolas Julien Corboz naît vers octobre 1822 à La Tour-de-Trême, fils de Denis Cyprien Corboz et de Marguerite Élisabeth Lallemand, son épouse, un soldat suisse et une couturière, fiancés l'année précédente à Verdun et mariés en juin 1822 à Lyon.
En 1825, 1826 et 1832, ses frères Charles Cyprien et Charles Eugène, futur sculpteur sur bois, ainsi que sa sœur Eugénie naissent à Paris. Son frère Jacques Eugène, futur sculpteur, naît en 1827 à Verdun.

### Parcours
Devenu sculpteur sous le nom de Jules Corboz, il réside dans les années 1860 dans le quartier de la Varenne Saint-Hilaire à Saint-Maur.
On lui doit les éléments décoratifs de plusieurs édifices, dont : l'Hôtel de ville de Paris, où il a exécuté, sur la façade donnant rue Lobau, cinq bas-reliefs en pierre représentant la musique champêtre, l'agriculture, la poésie, la guerre et la marine ; l'Opéra de Paris : lyres sur la façade, ornements des balcons et du plafond de la salle, candélabres porte-affiches, grand lustre central de la salle, ornements de la partie inférieure du grand escalier ; le théâtre de Monte-Carlo.
Il exécute la sculpture décorative des monuments d'Offenbach et de Victor Massé au cimetière de Montmartre.
Jules Corboz meurt en 1900 à Saint-Maur-des-Fossés, en son domicile du 32 avenue des Falonnières.